# Albert Timmer
Albert Timmer (Gramsbergen, Overijssel, 13 de juny de 1985) és un ciclista neerlandès, professional des del 2007. Actualment corre a l'equip Team Sunweb. En el seu palmarès no destaca cap victòria de renom, sent les seves principals funcions a l'equip la de gregari.

## Palmarès
- 2005
  - Campió d'Overijssel de contrarellotge individual
- 2006
  - Vencedor d'una etapa al Tríptic de les Ardenes

### Resultats al Tour de França
- 2009. 130è de la classificació general
- 2012. 148è de la classificació general
- 2013. 164è de la classificació general
- 2014. 146è de la classificació general
- 2015. 139è de la classificació general
- 2016. 153è de la classificació general
- 2017. 157è de la classificació general

### Resultats al Giro d'Itàlia
- 2013. 129è de la classificació general
- 2014. 87è de la classificació general
- 2016. 121è de la classificació general

### Resultats a la Volta a Espanya
- 2011. 164è de la classificació general